# Sitio del Alcázar de Madrid
El sitio del Alcázar de Madrid fue el asedio de la fortaleza de dicha ciudad por los comuneros, durante julio y agosto de 1520.

## Desarrollo
Cuando en junio de 1520 estalló la revuelta comunera en Madrid, la esposa e hijos del alcaide del Alcázar Francisco Vargas se refugiaron en la fortaleza bajo la protección del teniente Pedro de Toledo. El 21 de junio este firmó una tregua mutua con la Comunidad local, tregua que los diputados de las parroquias refrendaron al día siguiente  y por la cual Pedro de Toledo se comprometió tanto a no hostigar a la población como a no reforzar la guarnición del Alcázar.
Conforme evolucionaba la situación militar y política en la meseta castellana, Madrid se convenció de que debía liberarse de la amenaza que suponía el Alcázar. Así, en el mes de julio la ciudad inició el asedio a la fortaleza aislando a la guarnición y cortando las vías de aprovisionamiento de víveres y armas. Toledo, por su parte, colaboró enviando al regidor Gonzalo Gaitán al frente de quinientos hombres y treinta lanzas.
María de Lago tomó la defensa de la fortaleza en sus manos durante un espacio de dos meses. La llegada a Madrid de Diego de Vera parecía una buena oportunidad para incorporar refuerzos, pero el jefe de la expedición de Yerba rehusó acudir en su ayuda. Ante las críticas del licenciado Vargas, el regente Adriano de Utrecht salió en defensa del capitán afirmando que no hacía más que cumplir sus órdenes:

Mas según lo que puedo entender daquello el mesmo Diego de vera no tiene culpa ninguna en ello, [porque] yo le screui con parecer de todos los del consejo que no hiziese cosa alguna a fuerza darmas.
Carta del cardenal Adriano al rey, fechada el 4 de enero de 1521.

Finalmente, tras el incendio de Medina del Campo por los realistas y el licenciamiento de las tropas reales, la esposa de Vargas perdió toda esperanza de recibir refuerzos y el 31 de agosto entregó la fortaleza al bachiller Gregorio del Castillo. La capitulación  acordó que:
- Los defensores podrían recoger los bienes que tuviesen dentro del Alcázar y salir libremente de la ciudad sin recibir afrenta o agravio alguno, aunque haciéndose responsables de los daños.
- Los prisioneros resultantes de los enfrentamientos, tanto de una parte como la otra, serían liberados.
- La ciudad tomaría posesión de todas las armas, incluida la pólvora, que hubiese dentro de la fortaleza.
- Los parientes exiliados del licenciado Vargas podrían sentirse libres de regresar a sus casas de manera pacífica y los sucesos ocurridos no deberán impulsar a la venganza a ninguna de las dos partes.

Algunos comuneros madrileños, temiendo que el Alcázar fuese entregado al duque del Infantado, propusieron la idea de confiarlo a cuatro o cinco labradores. Finalmente, nada de esto se llevó a la práctica.